# Blue blobs

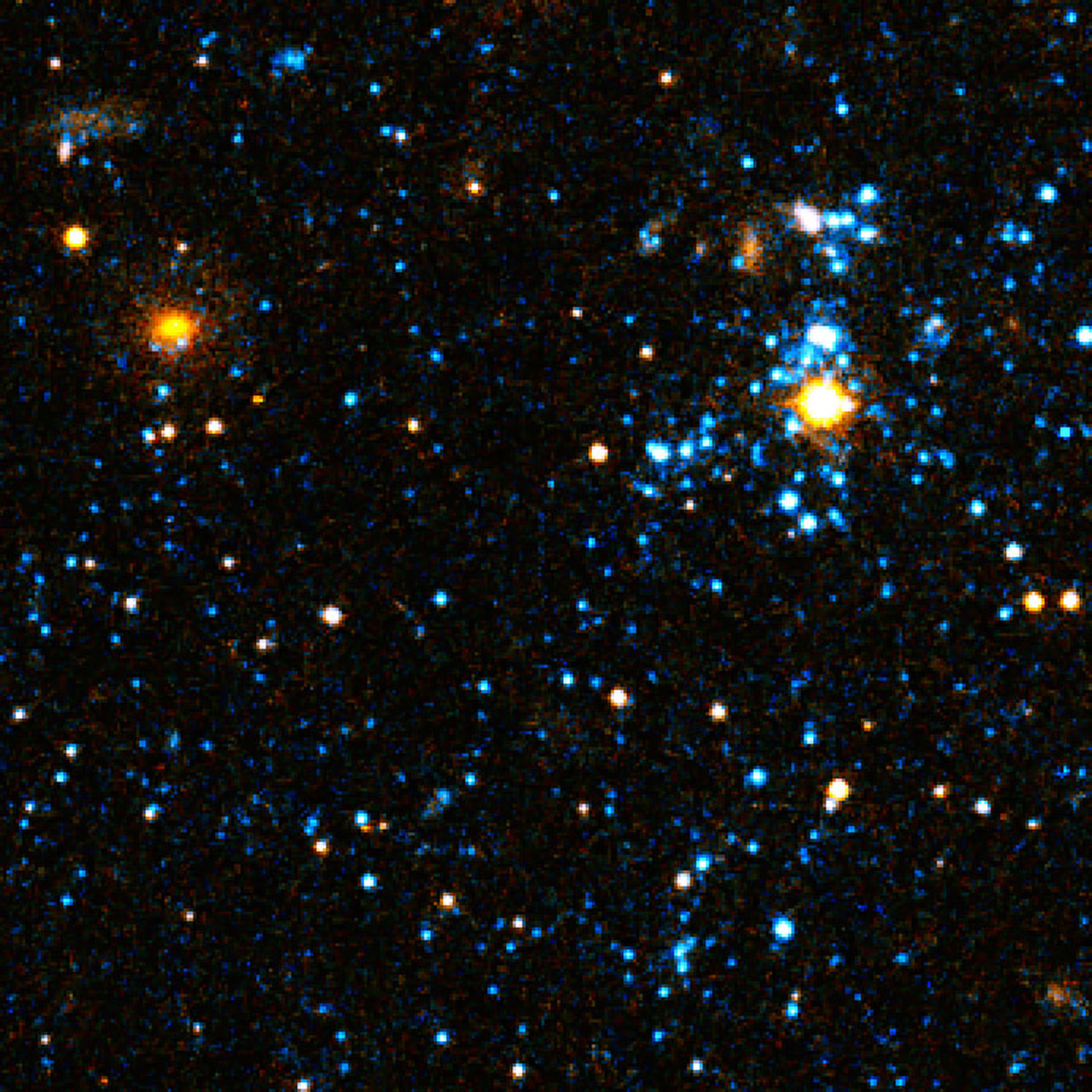
Blue blobs tussen de stelsels M81, M82, en NGC 3077 op 12 miljoen lichtjaar afstand van de zon

Blue blobs zijn sterrenhopen die zich bevinden buiten andere sterrenstelsels. Ze worden waarschijnlijk gevormd uit gas dat de intergalactische ruimte wordt ingeslingerd door interagerende sterrenstelsels. Turbulentie in dit gas, veroorzaakt door botsingen van meerdere gaswolken, leidt dan tot de formatie van blue blobs. Deze objecten werden voor het eerst door Ruimtetelescoop Hubble waargenomen in januari 2008.